# Język asilulu
Język asilulu – język austronezyjski używany w prowincji Moluki w Indonezji, zwłaszcza w północno-zachodniej części wyspy Ambon. Według danych z 1987 roku posługuje się nim blisko 9 tys. osób.
Jego rodzimi użytkownicy zamieszkują wsie Asilulu, Ureng (Uren) i Negeri Lima (Hena Lima) (kecamatan Leihitu). Między miejscowościami występują drobne różnice dialektalne. Pewną jego znajomość mają także inne społeczności. W wyniku kontaktów handlowych rozprzestrzenił się na północne wybrzeże wyspy Seram.
W użyciu jest także malajski amboński wraz z narodowym językiem indonezyjskim. Asilulu wykazuje wpływy słownikowe języków ternate, jawajskiego, mandarskiego. Obecne są również pożyczki z języków europejskich (takich jak niderlandzki i portugalski), arabskiego czy też sanskrytu. Znakomitą większość elementów słownictwa obcego zapożyczył najpewniej za pośrednictwem malajskiego.
Należy do grupy kilku języków wyspy Ambon, które nie zostały całkowicie wyparte przez lokalny malajski. Do lat 80. XX w. pozostawał preferowanym środkiem komunikacji. Niemniej jest zagrożony wymarciem. Według nowszych doniesień młodsi członkowie społeczności używają go rzadko i nie posługują się nim biegle. Osłabiło się też jego znaczenie w charakterze języka handlowego.
Nie wykształcił tradycji literackiej i przeważnie nie jest zapisywany. W komunikacji pisanej wykorzystuje się najczęściej indonezyjski bądź lokalny malajski. Został udokumentowany w postaci słownika (Asilulu-English dictionary, 2003) .